# Павонска съсънка
Павонската съсънка (Anemone hortensis), е многогодишно тревисто растение от род Anemone, семейство Лютикови. Името на рода идва от гръцката дума ánemos, означаваща „вятър“, тъй като древната легенда твърди, че цветовете се отварят само когато повее вятърът. Видовото име hortensis (от латинското hortus със значение „зеленчукова градина“) се отнася до лекотата, с която растението се култивира.

## Описание
Anemone hortensis достига средна височина от 20 – 40 cm. Стъблото е изправено и покрито с власинки. Листата в основата имат дръжки с дължина 5 – 10 cm и имат форма на длан с 3 – 5 назъбени разклонения. На всяко стъбло има по един цвят, който може да варира от бяло-синково през светловиолетово до пурпурно, има диаметър от около 3 – 6 cm и ухае приятно. Цветът се състои от 12 – 20 копиевидни и остри листенца с множество синкави или виолетови тичинки и сини плодници. Периодът на цъфтеж трае от март до май. Растението се опрашва от вятъра или от животни.

## Галерия
- Цвят на павонска съсънка
- Близък план
- Бял цвят
- Цветът, погледнат отстрани
- Павонска съсънка в резерват Беглишташ – Ропотамо
- Листата на павонската съсънка

## Разпространение
Павонската съсънка е ендемит за Средиземноморския регион и е разпространена във Франция, Италия, Гърция, Албания, Сърбия, Хърватска, Македония и България. Расте на надморска височина от 0 до 1200 m, в гори, лозови градини, поляни и сред храстова растителност.